# 孤岛惊魂6
《孤岛惊魂6》是一款由育碧多伦多开发并由育碧发行在Amazon Luna、Microsoft Windows、PlayStation 4、PlayStation 5、Xbox One、Xbox Series X/S和Google Stadia平台上的动作冒险第一人称射击游戏，是孤岛惊魂系列的第六部正统作品，原先預期將在2021年2月18日公開發售，但育碧後來在2020年10月29日宣佈因為2019冠状病毒病疫情的關係，將該作推遲到下一財政年度發佈。
遊戲的舞台在虚构加勒比海岛“雅拉”（Yara）上，玩家将操控一名游击队员丹尼·羅哈斯（Dani Rojas），为了推翻雅拉总统安东·卡斯蒂约（Antón Castillo，由吉安卡洛·伊坡托飾演）和其兒子迭戈（Diego，由安東尼·岡薩雷斯飾演）的独裁统治而团结各种力量并为此奋斗。在游戏序章玩家可自行选择主角性别。

## 設定
《孤岛惊魂6》是一款动作冒险第一人称射击游戏，並沿用前作的臨時槍枝、載具和雇用同仁系統，以及用作推翻殘暴政權的「招募犬牙」（Fangs for Hire）系統。
《極地戰嚎6》的故事發生在虛構的加勒比島嶼「雅拉」（Yara）上。該島的靈感來自古巴，開發團隊形容該作將會是「極地戰嚎系列中迄今為止最大的開放世界」以及「彷彿時間遭到停止的熱帶天堂」。「雅拉」由綽號「總統」（El Presidente）的法西斯獨裁者安东·卡斯蒂约（Antón Castillo，由吉安卡洛·伊坡托飾演）完全掌控，他正引導兒子迪亞哥（Diego，由安東尼·岡薩雷斯飾演）成為其繼承者，但後者並未確定自己未來是否會走上父親的老路。卡斯蒂略的演員埃斯波西托形容自己的角色「試圖讓人們知道現在需要一位強而有力的領導人」，但此舉卻令國家身陷在革命的泥潭之中。他續指卡斯蒂略的父親本身便是一位獨裁者，前者掌權後便通過鎖國以及不允許知識分子與智慧財產權資源外流等高壓手段，讓人民有能力奪回自己的國家。埃斯波西托還表示卡斯蒂略正努力地讓迪亞哥有能力承擔自己的職責，並使他真正接受自己將會成為「雅拉」下一位領導人的現實。
作中主角是一位試圖令自己的國家恢復到昔日輝煌，在雅拉長大的遊擊队员丹尼·羅哈斯（Dani Rojas），玩家可以在遊戲開始前選擇其性別。

## 故事
1967年的雅拉爆發了革命，親美的卡斯蒂约政權被推翻，因此雅拉被美國制裁陷入閉關鎖國的狀態，令國家長期處於貧窮。直到2019年，当年被推翻的加布里埃尔·卡斯蒂约总统之子——安東·卡斯蒂约成功當选新一任雅拉總統。爲了振興雅拉的經濟，在雅拉“重建天堂”，他把無數的雅拉人民抓去烟草田處强迫勞動，來大量生產當地的特殊改造烟草，並在此烟草中提取抗癌成分來製造抗癌藥“豁比柔”（Viviro），也把反對他的政策的異見人士處死，和强制人民服役來擴大軍隊以維持他的鐵腕統治。
孤儿丹尼·羅哈斯爲了逃避强制劳动，跟著朋友麗塔（Lita）乘上漁船偷渡去美國邁阿密，可是漁船被卡斯蒂约攔截，接走同時在漁船中想逃離祖國的總統兒子迪亞哥（Diego），然後下令軍隊把漁船擊沉，船上所有人全數死亡，只有丹尼僥幸生還，並與麗塔一起漂流到聖所島上的沙灘，但麗塔受了重傷命不久矣，丹尼就以麗塔的遺言，尋找抵抗組織“自由民”（Libretad）寻求帮助以前往美国。丹尼找到了自由民的領袖克拉拉·加西亞（Clara Garcia），但克拉拉要求丹尼先協助她進行一系列的任務，才允許他離開雅拉。丹尼随后见到了自由武装的军师——“游擊戰大师”胡安·科特斯（Juan Cortez），并随丽塔的男友一同焚燒了岛上的烟草田。不久后又成功破壞了駐守島上的兩艘海军軍艦打開了軍隊的防空網，令自由民逃出軍隊包圍圈返回他們的总部（在此之後玩家可以選擇乘坐克拉拉给予的快艇離開雅拉，在美國邁阿密享受無憂無慮的和平生活，或者留下來參與革命）。
爲了壯大反抗勢力，丹尼需要協助克拉拉拉攏主島上的三大反對派系形成聯合戰線，第一就是位於晨曦大地（Madrugada），由家主卡洛斯（Carlos）率领的当地農民蒙特若家族（Montero Family）；第二就是活躍於黃金谷（Valle de Oro）的克拉拉儿时好友塔莉亞（Talia）和其變性男友保羅（Paolo）组成的乐团“血蜘蛛”（Máximas Matanzas）；第三就是隱居於東區（El Este），由人称“革命的铁拳”的老兵“老虎”率领的1967年革命老兵“傳奇兵隊”（Leyandas del 67）。
在晨曦大地，丹尼通过机械师菲力的介绍下找到了蒙特若家族，但卡洛斯不相信外人而拒絕合作，只有大女兒“鞭刃”卡蜜拉（Camilla）信任丹尼，希望他能為他們從雅拉国防军空軍指挥官、卡斯蒂约的侄子何西（José）手上奪回本來屬於蒙特若家族的土地。經過丹尼的活躍加上自己生病的緣故，卡洛斯接受丹尼為家族的一份子，並邀請他一起發起拯救被何西處決的犯人的行動，處決的犯人當中有蒙特若家的次子亞歷山卓（Alejandro），可是因爲家族中有叛徒出賣他們，令行動出了亂子，父親卡洛斯為拯救兒子而壯烈犧牲。事後卡蜜拉沒有因為喪父而感到失落，她決定擔當起家族的領袖。最後丹尼和蒙特若家族兵分两路，不仅成功摧毁了何西管理的烟草种植园，还在空军基地击落了驾驶着私人直升机的何西。最终卡蜜拉將手榴彈塞進何西的口裡引爆殺死了他，成功為父親報仇並奪回自己土地。
在黃金谷，丹尼救下了被軍隊拘禁的血蜘蛛樂團後，和血蜘蛛一起在文化部長瑪麗亞·馬奎沙（Maria Marquessa）的別墅中舉行突擊演唱會，宣揚反抗暴政的訊息，可是演唱會完結後保羅却希望逃亡去美國，跟想參加自由民進行抗爭的塔莉亞鬧不和，導致血蜘蛛解散，而塔莉亞因爲不滿瑪麗亞以政治手段封殺了她，就與丹尼一起扮成記者，潛入瑪麗亞在植物園裡舉辦的記者會中将其乱枪杀死。接著，丹尼得知保羅在偷渡的過程中被軍隊抓捕，前往營救時却被卡斯蒂约旗下的科学家，“豁比柔”发明人埃德加·雷耶斯医生（Dr. Reyes）伏擊，其將用於雅拉烟草中的化肥兼對人體有害而被稱爲“毒素”的PG240的注射裝置裝在丹尼的身體裡，令丹尼在駕車去找醫生的途中不斷產生幻覺。後來因爲等不了正在搶救著為保護保羅而受了致命傷的塔莉亞的醫生，丹尼自己用刀把裝置割了出來。傷治好後，丹尼成功刺殺雷耶斯医生，阻止了他繼續利用烟草田的勞工們來進行與PG240有關的殘酷人體實驗。
在東區，“老虎”熱情地歡迎丹尼，并親暱地称其为“虎崽”，表示愿意加入自由民。但遭到其他的老兵們反對，他們不相信他們的革命成果就此腐化，於是“老虎”就委托丹尼去拍下卡斯蒂约政權所犯下的罪行的照片，令老兵們大受打擊，決定參與反抗運動。然後“老虎”派丹尼去搶奪國防軍墜毀直升機中的醫療物資，丹尼因而遇上了由大学生所組成的莫拉游擊隊（Le Morals）以及其二把手，历史系出身的“全壘打”。於是新老兩派的游擊隊聯合起來，成功击毙了管治東區的国防军海軍指挥官安娜·貝尼特斯（Ana Benítez）。但自此之後，國防軍對游擊隊發起PG240X化學武器襲擊來反攻游擊隊，“全壘打”和“老虎”在此襲擊中喪生，因此丹尼就去追擊掌握著生產PG240的工廠的加拿大商人尚恩·麥凱（Sean McKay）。可是，當丹尼登上麥凱的船面對麥凱時，却发现麥凱在跟胡安進行交易，他以出錢資助自由民的革命活動來換取自己的人身安全（玩家可以選擇殺死他或放過他）。
在丹尼成功聯合所有反對勢力和殺死所有卡斯蒂约的親信幹部後，安東靠假装要求谈判成功抓住了克拉拉。随后丹尼和胡安一起潜入了安东的私人别墅，在谈话中，安東表示他在十三年前確診患上血癌，一直靠换血和豁比柔维持生命。但在六個月前豁比柔已经对他无效，時日無多的他才会以極端手段來發展經濟實現“重建天堂”的願景。同时他亦称丹尼才是“真正的‘自由民’”，并要求丹尼成为其麾下的将军來換取克拉拉的自由。在屋外的胡安试图狙殺安東·卡斯蒂约，但却一直找不到機會開槍，所以改為狙殺迪亞哥。丹尼見狀挺身保護迪亞哥，安東見此開槍殺死克拉拉，並帶迪亞哥逃走。丹尼為胡安的作爲感到不滿，但还是決定繼承克拉拉的革命領導者的位置。
丹尼指揮革命軍進攻首都艾斯佩蘭薩，並成功登上獅子塔见到了卡斯蒂约父子。丹尼向安东承諾會照顧迪亞哥，可是安東認爲他在説謊並開槍殺死迪亞哥，然後擧刀刎頸自殺。雖然卡斯蒂约政權沒落，但丹尼拒絕成爲雅拉的新統治者，自由民则繼續跟卡斯蒂约的残部們進行抗爭，雅拉因此陷入了無政府狀態，克拉拉生前所希望的民主政府尚未成立。而61歲的胡安則退居幕後，他借助新佔有的庫存將豁比柔的黑市供應量提高了三倍，並交由一個走私客將此藥品輸出國外。

### 
遊戲另提供4套DLC：范斯：瘋狂、貝根：控制、約瑟夫：世界崩壞及世界迷航。前三套DLC合稱深植人心，以極地戰嚎三至五代反派為主角，每個反派都有單獨的遊戲劇本，講述了他們的其他故事以及隱藏劇情。而“世界迷航”還是以丹尼為主角，玩家需要操作丹尼击败挡在道路上的敌人，并在一次又一次的死亡和挑战循环中，找到解决问题的关键，整個DLC並沒有任何劇情發展。

## 開發
在2020年7月首次披露前，《極地戰嚎6》已經進入開發階段近四年，由育碧多倫多操刀。遊戲敘事設計師納維德·卡瓦利（Navid Khavari）稱開發團隊有研究過去發生的革命，在偶然接觸到諸如古巴革命等現代遊擊革命的思想，這給了他們很多關於促使玩家角色與專制政權抗爭的想法，也為作中主角丹尼·羅哈斯（Dani Rojas），帶回最近極地戰嚎系列的主角都缺少的必要參與權。卡瓦利還說：「就我們而言，確保主角在這場『革命』中有參與權是必不可少的」。以古巴作背景也令遊戲回歸到熱帶環境的設定，也就是早期極地戰嚎系列作品的特色。也因為該國經受長期經濟制裁的關係，《極地戰嚎6》的舞台看起來顯得「不合時宜」，街上到處是老式的汽車，使用的武器卻是現代槍械。卡瓦利曾在古巴逗留一個月，與當地的居民交談，以更好地開發遊戲。
2020年7月上旬，演員吉安卡洛·伊坡托表示自己最近參與了一部「電子遊戲大作」，其中包括配音和動作捕捉。不久之後，有謠言指出《極地戰嚎6》正在開發，同時也流出了伊坡托的角色畫面。幾天後，育碧發表公告確認《極地戰嚎6》的存在，並於2020年7月12日在Ubisoft Forward的線上活動正式披露遊戲的預告片。
此外，安東尼·岡薩雷斯則為迪亞哥（Diego）獻聲、提供角色模型和動作捕捉。伊坡托和岡薩雷斯都是先為《極地戰嚎6》的預告片作動作捕捉和配音，然後再拍攝遊戲的劇情內容，這樣做是因為育碧需要時間創建角色模型。就伊坡托而言，曾為已取消的雙月刊漫畫系列改編電影《老鼠護衛》的他對角色的動作捕捉方面很感興趣，並曾表示願意在未來接同類型的工作，也對育碧為其創造的角色感滿意。卡瓦利表示他們已經向伊坡托提供角色的背景資料，以令他為遊戲的拍攝做準備。而到了開發會議的時候，卡瓦利發現伊坡托已經根據開發團隊發給他的材料做了許多研究，而且還對安東·卡斯蒂略本身展現出驚人的同理心，卡瓦利對此始料未及。此外，《極地戰嚎6》的配樂由佩德罗·布朗夫曼負責。

## 評價
| 汇总媒体   | 得分                                   |
| ---------- | -------------------------------------- |
| Metacritic | (PC) 74/100 (PS5) 73/100 (XSXS) 79/100 |

| 媒体            | 得分   |
| --------------- | ------ |
| Destructoid     | 7.5/10 |
| Easy Allies     | 8/10   |
| 电子游戏月刊    | [ 21 ] |
| Game Revolution | 6.5/10 |
| GamesRadar+     | [ 23 ] |
| GameSpot        | 7/10   |
| HardcoreGamer   | 4/5    |
| IGN             | 8/10   |
| PC Gamer美国    | 74/100 |
| PCGamesN        | 7/10   |
| Push Square     | [ 29 ] |
| Shacknews       | 8/10   |
| VG247           | [ 31 ] |
| VideoGamer.com  | 5/10   |